# Alternative Press Music Awards 2017
Die vierten Alternative Press Music Awards (APMAs) fanden am 17. Juli 2017 in KeyBank State Theatre in Cleveland, Ohio statt.

## Hintergrund
Am 22. Dezember 2016 wurde angekündigt, das die vierte Verleihung der Alternative Press Music Awards am 17. Juli 2017 in Cleveland, Ohio stattfinden wird, wobei zu diesem Zeitpunkt noch kein genauer Veranstaltungsort für die Zeremonie feststand. Ende März wurde die Quicken Loans Arena als Veranstaltungsort bestätigt. Mitte Februar 2017 folgte die Bekanntmachung, dass Andy Biersack, Sänger von den Black Veil Brides, die Preisverleihungszeremonie moderieren wird. Gut zwei Monate später wurden die ersten Künstler bekanntgegeben, die im Rahmen der Preisverleihung live auftreten werden.
Am 20. April 2017 wurden die ersten Nominierungen für die Preisverleihung in der Kategorie Bestes Newcomer-Musikvideo bekanntgegeben. Diese Kategorie wird erstmals vergeben. Fünf Tage darauf wurden die Nominierungen in den übrigen Kategorien verkündet. Erstmals wurde die beste Hard-Rock-Band ermittelt, während der Preis für das soziale Engagement und die beste internationale Band in diesem Jahr nicht vergeben wurden. Kurz vor Beginn der Preisverleihung wurde bekannt, dass die Veranstaltung aus logistischen Gründen in die kleinere KeyBank State Theatre verschoben wurde.

## Performances
| - Against Me! - All Time Low - Andrew McMahon in the Wilderness - Bone Thugs - Korn - Machine Gun Kelly | - New Years Day - One Ok Rock - Pierce the Veil - The Pretty Reckless - Sleeping with Sirens |

## Nominierungen

### Ehrenpreise
2017 werden die Ehrenauszeichnungen an folgende Künstler verliehen:
- Vanguard Award: Korn
- Icon Award: Laura Jane Grace
- Influencer Award: John Feldmann

### Musikalische Auszeichnungen
| Album des Jahres | Lied des Jahres |
| --- | --- |
| - Gewinner: - Pierce the Veil – Misadventures - Nominierte: - Andy Black – The Shadow Side - Architects – All Our Gods Have Abandoned Us - Attila – Chaos - Beartooth – Aggressive - Every Time I Die – Low Teens - I Prevail – Lifelines - Moose Blood – Blush - Tonight Alive – Limitless - Waterparks – Double Dare | - Gewinner: - Andy Black – We Don’t Have to Dance - Nominierte: - A Day to Remember – Paranoia - Pierce the Veil – Circles - Machine Gun Kelly – Alpha Omega - Real Friends – Mess - Waterparks – Stupid for Me |
| Künstler des Jahres | Bestes Musikvideo |
| - Gewinner: - Panic! at the Disco - Nominierte: - A Day to Remember - Blink-182 - Fall Out Boy - Good Charlotte - Green Day - Machine Gun Kelly - Pierce the Veil - Sum 41 - The Pretty Reckless | - Gewinner: - State Champs – Losing Myself - Nominierte: - Highly Suspect – Bloodfeather - I See Stars – Calm Snow - Korn – Insane - Memphis May Fire – This Light I Hold - Sum 41 – Fake My Own Death          |
| Beste Newcomer-Band | Beste Underground-Band |
| - Gewinner: - Waterparks - Nominierte: - Avatar - Creeper - Ice Nine Kills - Moose Blood - One Ok Rock | - Gewinner: - Silent Planet - Nominierte: - Broadside - Knocked Loose - Movements - Palaye Royale - With Confidence                                                                                             |
| Beste Hard-Rock-Band | Beste Liveband |
| - Gewinner: - The Pretty Reckless - Nominierte: - Bullet for My Valentine - Halestorm - Highly Suspect - In This Moment - Korn | - Gewinner: - Falling in Reverse - Nominierte: - Beartooth - Dance Gavin Dance - In This Moment - Issues - NOFX                                                                                                 |
| Bestes Newcomer-Musikvideo | |
| - Gewinner: - With Confidence - Voldemort - Nominierte: - K. Flay - Blood in the Cut - PUP - Sleep in the Heat - Swmrs - Palm Trees - Tiny Moving Parts - Common Cold - Watsky - Don’t Be Nice - With Confidence - Voldemort                                                                                           | |

### Persönliche Auszeichnungen
| Bester Sänger | Bester Gitarrist |
| --- | --- |
| - Gewinner: - Lynn Gunn (Pvris) - Nominierte: - Ben Barlow (Neck Deep) - Cody Carson (Set It Off!) - Derek DiScanio (State Champs) - John O’Callaghan (The Maine) - Keith Buckley (Every Time I Die)                | - Gewinner: - Jordan Buckley (Every Time I Die) - Nominierte: - Ben Weinman (The Dillinger Escape Plan) - Claudio Sanchez (Coheed and Cambria) - Reba Meyers (Code Orange) - Steve Menoian (I Prevail) - Teppei Teranishi (Thrice) |
| Bester Schlagzeuger | Bester Bassist |
| - Gewinner: - Frank Zummo (Sum 41) - Nominierte: - Arejay Hale (Halestorm) - Aric Improta (Night Verses) - Dean Butterworth (Good Charlotte) - Matt Mingus (Dance Gavin Dance) - JP Cappelletty (Machine Gun Kelly) | - Gewinner: - Fieldy (Korn) - Nominierte: - Alex Dean (Architects) - Chris Hinkley (I the Mighty) - Fat Mike (NOFX) - Ryan Scott Graham (State Champs) - Sergio Vega (Deftones)                                                    |
| Beste Fangemeinde | |
| - Gewinner: - twenty one pilots - Nominierte: - Melanie Martinez - Motionless in White - Paramore - Pvris - Sleeping with Sirens                                                                                    | |